# San Gil
San Gil è un comune della Colombia facente parte del dipartimento di Santander.
Ha dato i natali all'allenatore di calcio Jorge Luis Pinto e all'attrice di telenovelas Paola Rey.

## Storia
La storia di questa cittadina risale all'epoca pre-colombiana quando era un insediamento della popolazione indigena dei Guane, che venne del tutto cancellato con l'avvento dei conquistadores spagnoli. Ufficialmente la città è stata fondata il 17 marzo 1689 da Don Gil Cabrera Dávalos e eonardo Correa de Betancourt.

## Turismo
Dal 2004 la cittadina è diventato un importante polo di attrazione turistica, grazie alla valorizzazione delle risorse naturali con la creazione di impianti sportivi per attività quali il rafting, kayak, escursionismo e speleologia.